# Boeing-Bell V-22 Osprey
Le Boeing/Bell V-22 Osprey (balbuzard pêcheur) est un appareil volant de transport hybride américain. Sa formule à rotors basculants lui permet de décoller et atterrir verticalement, comme un hélicoptère, et de voler comme un avion. C'est le premier appareil de ce type et de cette taille à être construit en série, malgré les controverses sur la sécurité soulevées lors de son développement. Sa fiabilité a été remise en question à la suite de nombreux accidents mortels.
Marquant l'aboutissement d'un projet commencé 20 ans plus tôt, la production en série du V-22 Osprey a été lancée fin 2005. Au total, 458 exemplaires sont prévus pour équiper trois composantes de l'armée américaine : l'US Marine Corps, l'US Air Force et l'US Navy. En juin 2010, 108 ont été livrés à l'US Marine Corps et 12 à l'US Air Force. En mars 2014, environ 150 sont en service dans l'USMC, 25 dans l'USAF.

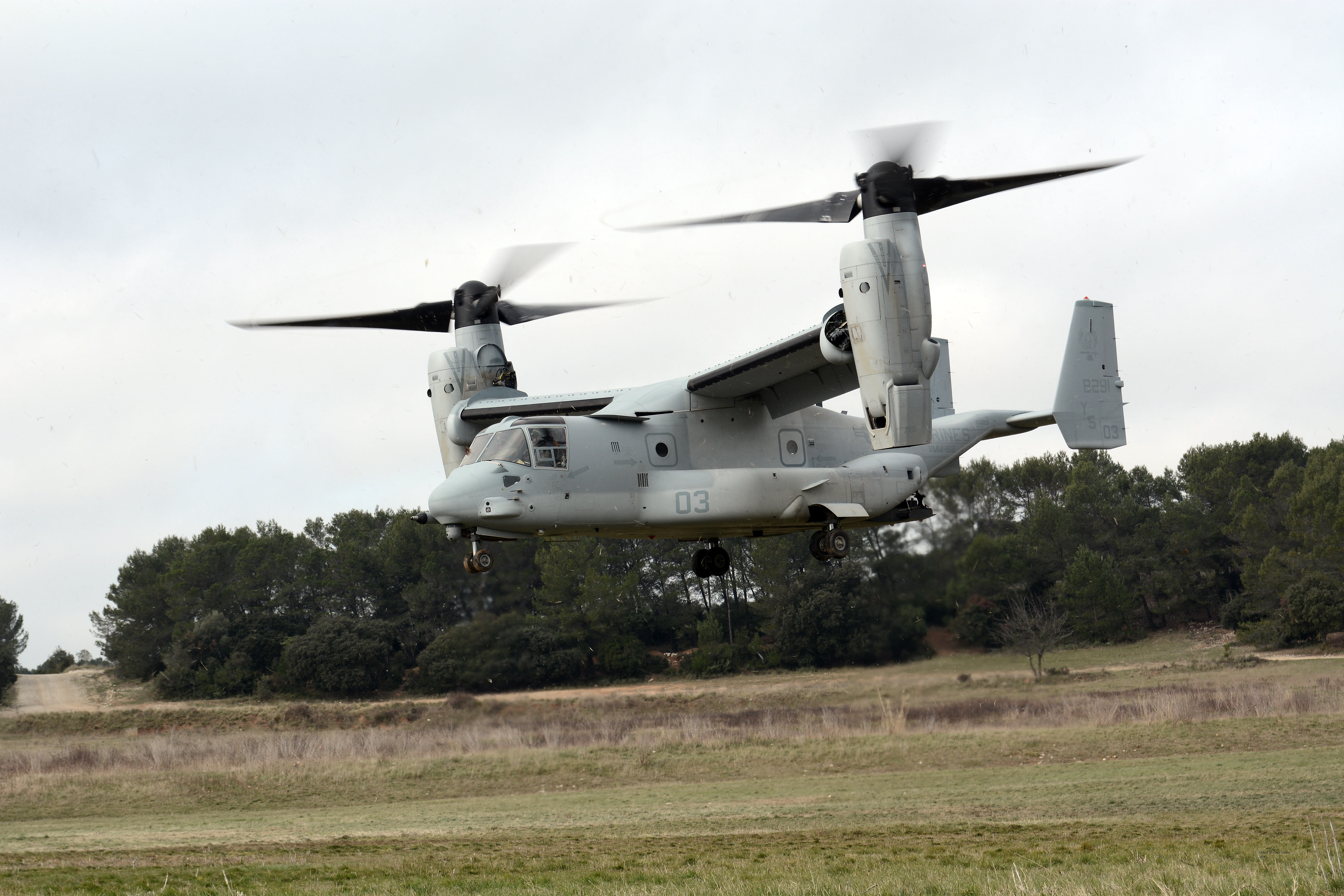
Un hélicoptère MV-22B du Marine Medium Tiltrotor Squadron 162 (VMM-162) s'apprêtant à déposer un élément de combat lors d'un exercice mixte (français du 21e RIMa et américains du Recon Batallion du Corps des Marines) au Camp des Garrigues près de Nîmes en février 2014.

## Conception

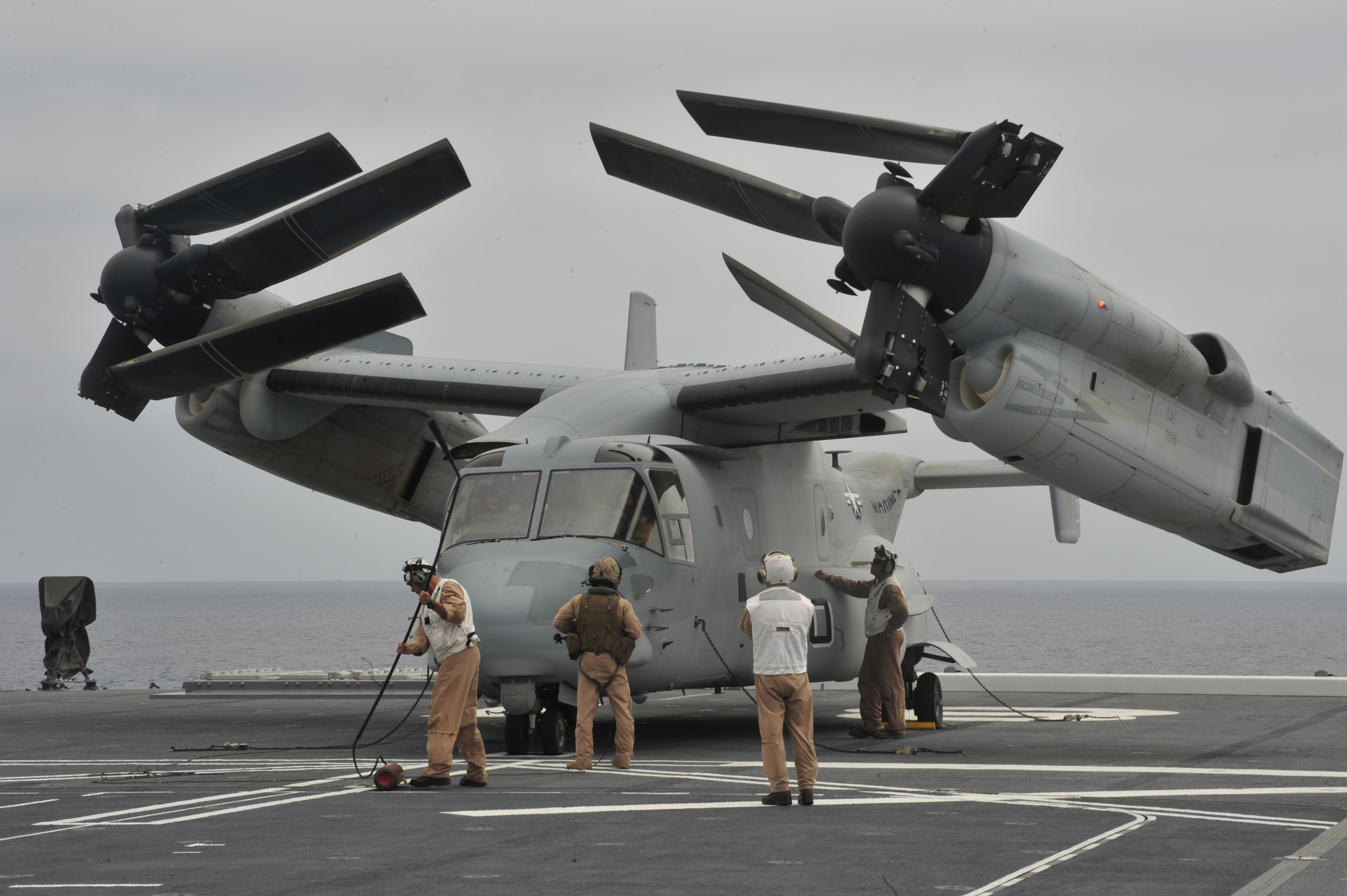
Un MV-22B les rotors repliés sur un porte-hélicoptères japonais de la classe Hyūga. La complexité des mécanismes permettant de réduire le volume de l'appareil et lui permettant d'être embarqué est une des causes des retards de ce programme.

Au tout début des années 1980, l'US Marine Corps commence à se préoccuper sérieusement de trouver un remplacement à ses hélicoptères de transport CH-46 Sea Knight et CH-53 Sea Stallion. L'administration annonce alors qu'elle ne financera pas le développement d'un nouvel hélicoptère mais que, en échange d'un regroupement des besoins avec l'US Navy et l'US Air Force, elle accepte une solution plus avancée du type Aéronef à décollage et atterrissage verticaux (acronyme ADAV en anglais).
Un programme désigné Joint Advanced Vertical Lift Aircraft (JVX) est lancé en 1982, et la responsabilité en est confiée à l'US Navy en décembre de la même année. L'US Marine Corps étant le principal intéressé et devant recevoir le plus grand nombre d'appareils, la version MV-22 qui lui est destinée doit être développée en tant que version de base. De cette version seront dérivés les CV-22 et HV-22, adaptés respectivement à l'US Air Force et l'US Navy.

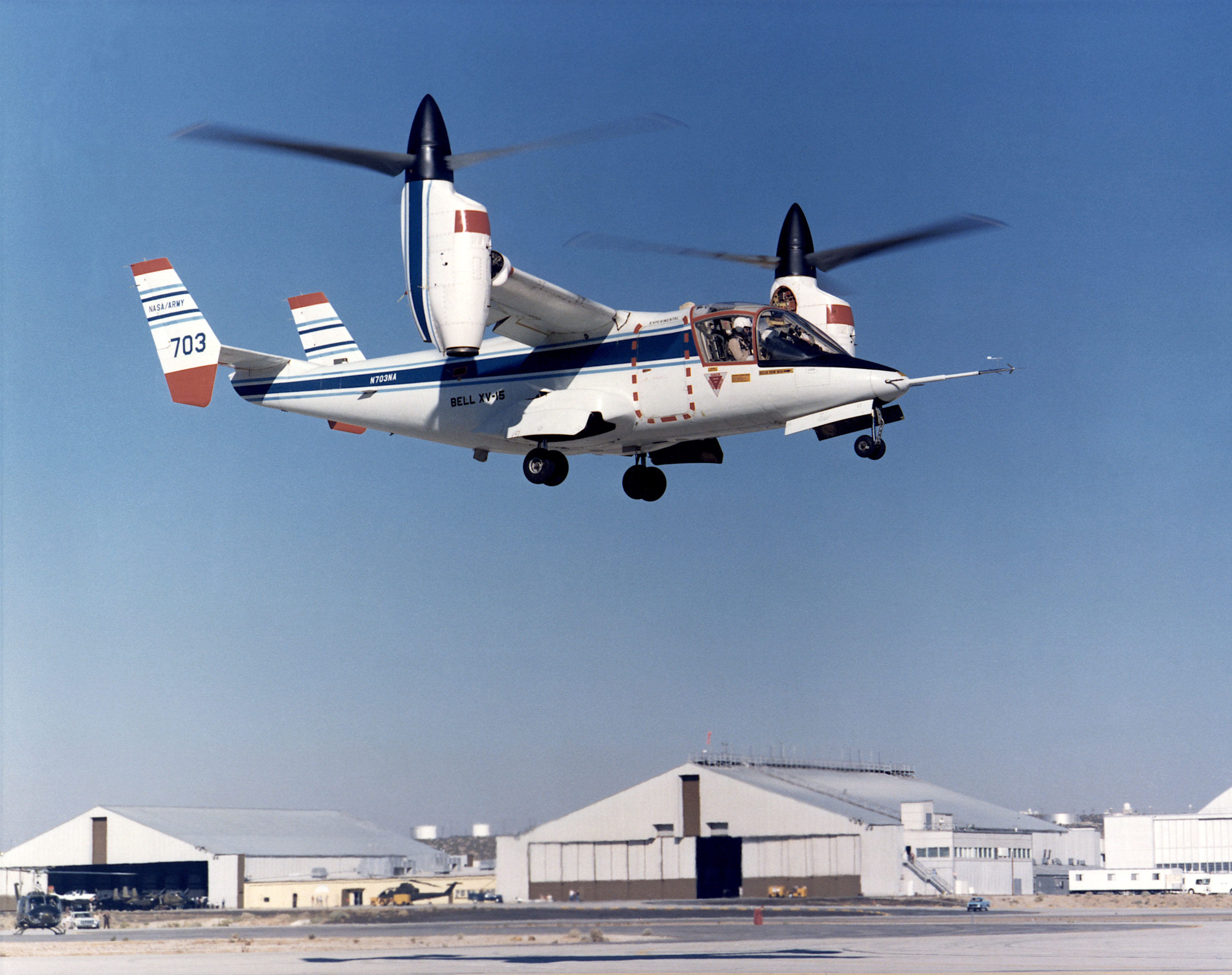
Un XV-15 lors d'un vol d'essai, en octobre 1980.

À l'époque, la compagnie Bell Helicopter a accumulé trente ans de recherches dans le domaine des avions à rotors basculants et fait voler depuis 1977 un avion expérimental désigné XV-15, financé en partie par la NASA et l'armée américaine. Elle est désignée (en 1983) cocontractante de Boeing pour le développement du nouvel appareil, qui doit être un dérivé agrandi du XV-15 capable d'atteindre 463 km/h à 9 100 pieds d'altitude, et de parcourir une distance de 3 378 km. La désignation V-22 Osprey fut choisie en 1985.
Alors que le programme est plusieurs fois menacé d'abandon pour des raisons budgétaires, le premier des six prototypes commence ses essais le 19 mars 1989, en vol vertical et stationnaire uniquement. Le premier vol horizontal est effectué le 14 septembre de la même année. En décembre 1990, deux prototypes réussissent des essais en mer à partir du porte-aéronefs USS Wasp. Cependant, deux accidents successifs interrompent les vols : le 11 juin 1991, un défaut de câblage du système de contrôle de vol entraîne la perte du cinquième prototype et, le 20 juillet 1992, le quatrième prototype est perdu à la suite d'un incendie lié à un défaut dans les nacelles moteurs.
Les vols d'essais reprennent en août 1993, une fois les défauts corrigés sur les quatre prototypes restants. Le premier des quatre MV-22 de présérie est livré en décembre 1996 et fait son vol inaugural le 5 février 1997. Le dernier effectue une nouvelle campagne d'essais en mer en janvier 1999. Les tests d'utilisation opérationnelle sont réalisés d'octobre 1999 à août 2000. L'US Navy annonce alors que le V-22 répond effectivement aux besoins et peut d'ores et déjà être déployé sur des bases terrestres. Un écrasement mortel en Arizona survient le 8 avril 2000, entraînant la mort de 19 Marines. En novembre 2000, le fonctionnement depuis des porte-aéronefs est complètement validé.
Cependant, le 11 décembre 2000, un nouvel accident a lieu : un MV-22 s'écrase en Caroline du Nord durant un vol de nuit, et quatre Marines sont tués. Tous les Osprey sont immédiatement interdits de vol. Au même moment, des lettres anonymes envoyées à la presse révèlent que des rapports de maintenance ont été falsifiés pendant les campagnes d'essais, afin de ne pas compromettre la certification du V-22. Une enquête interne conduira à des sanctions disciplinaires des Marines impliqués,.

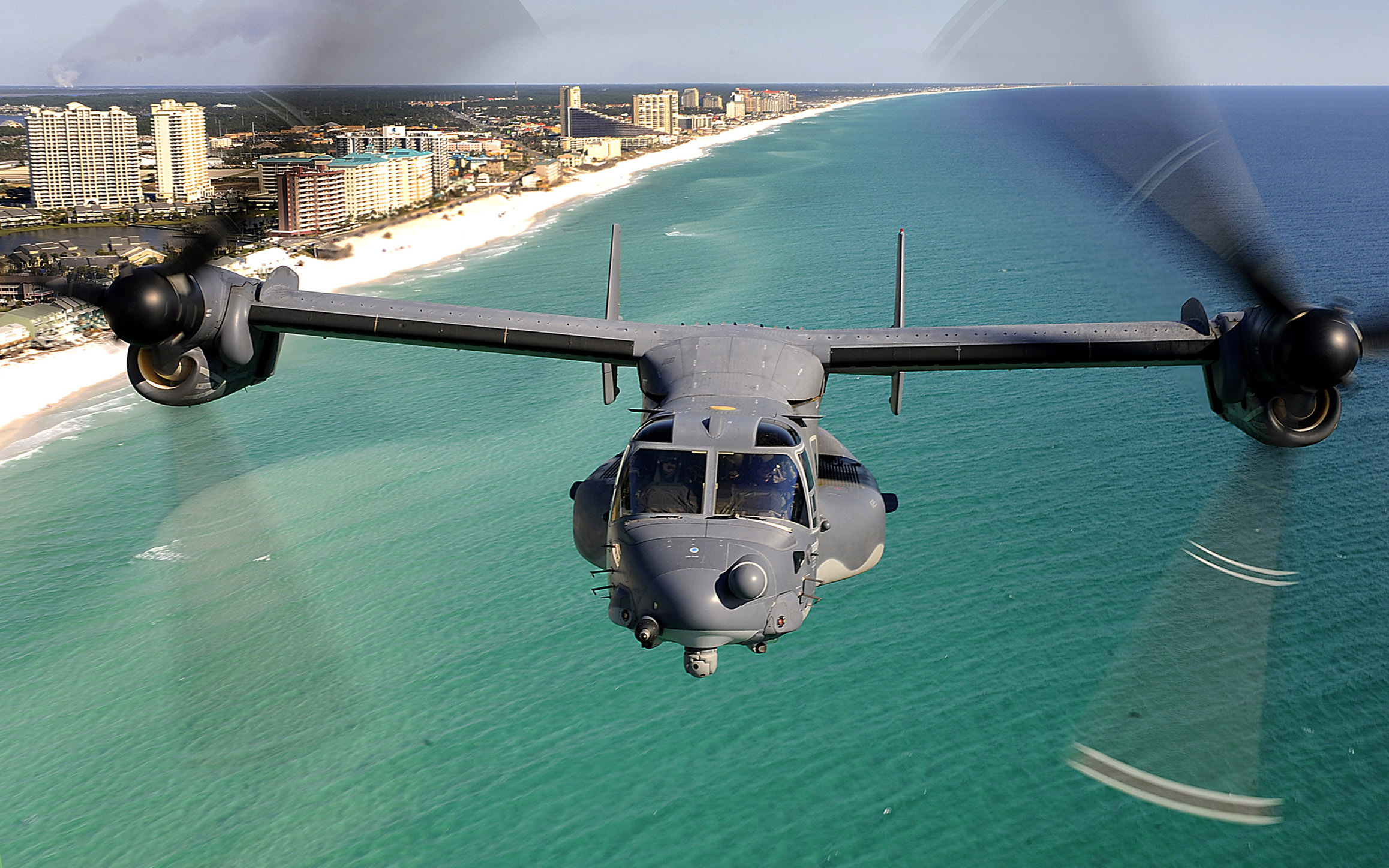
Un V-22 en vol.

En novembre 2001, la décision est prise de ralentir la production des appareils de série, le temps de refaire une campagne d'essais complète pour détecter et corriger tous les défauts résiduels. Le Pentagone alloue les fonds nécessaires à la poursuite du programme, d'autant que le contexte post-11 septembre 2001 s'y prête largement. Le retard induit sur le programme est alors estimé à deux ans. L'autorisation de reprendre les vols d'essais est accordée en avril 2002, et c'est le 29 mai qu'un MV-22 décolle à nouveau. Parallèlement, le prototype du CV-22 destiné à l'US Air Force reprend ses vols en septembre 2002, après une brève première campagne d'essais menée deux ans plus tôt.

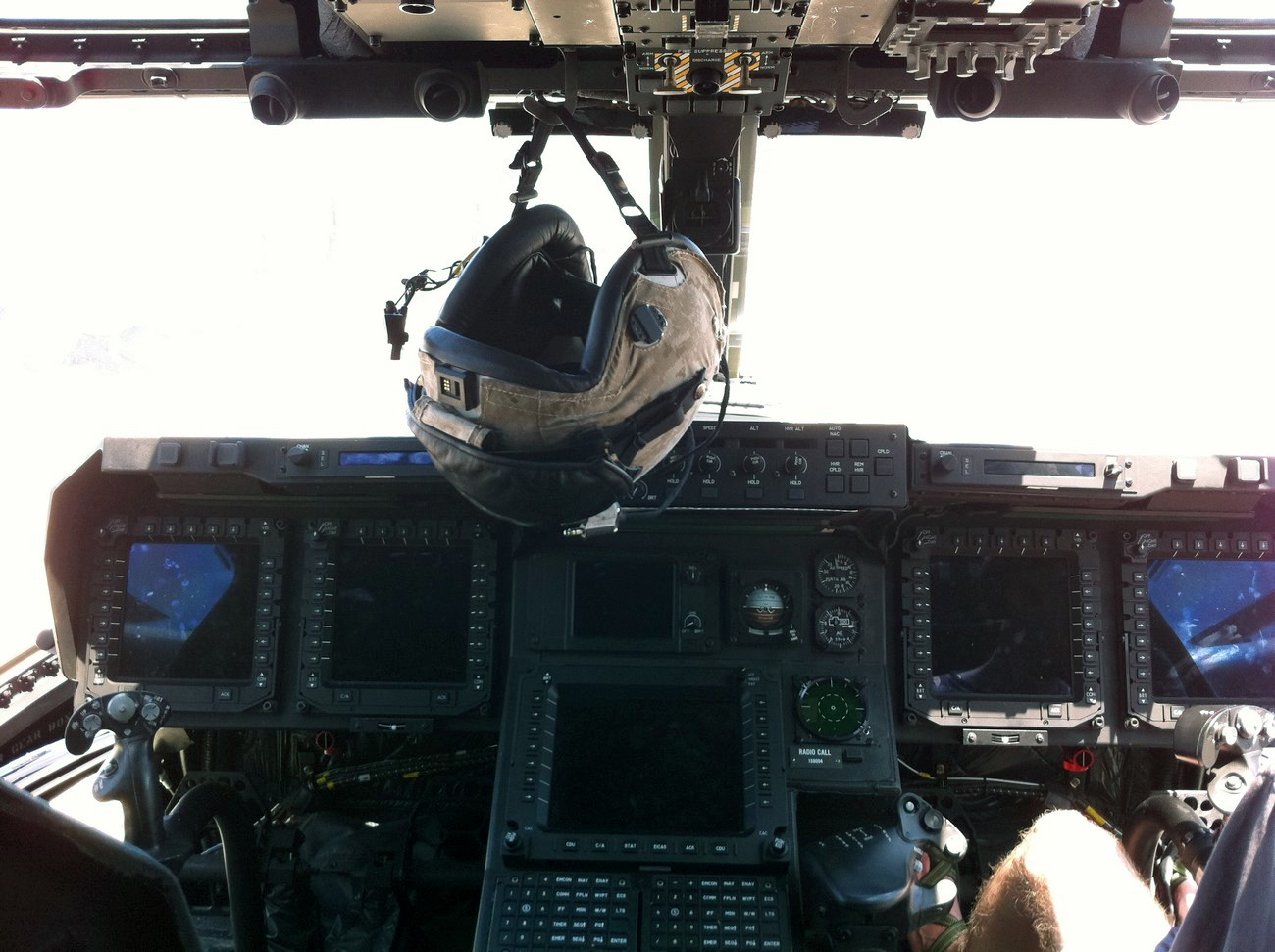
Vue d'un cockpit de MV-22 Osprey. L'appareil est ici exposé à la base d'Andrews durant la journée portes-ouvertes Joint Open Service House - 2011.

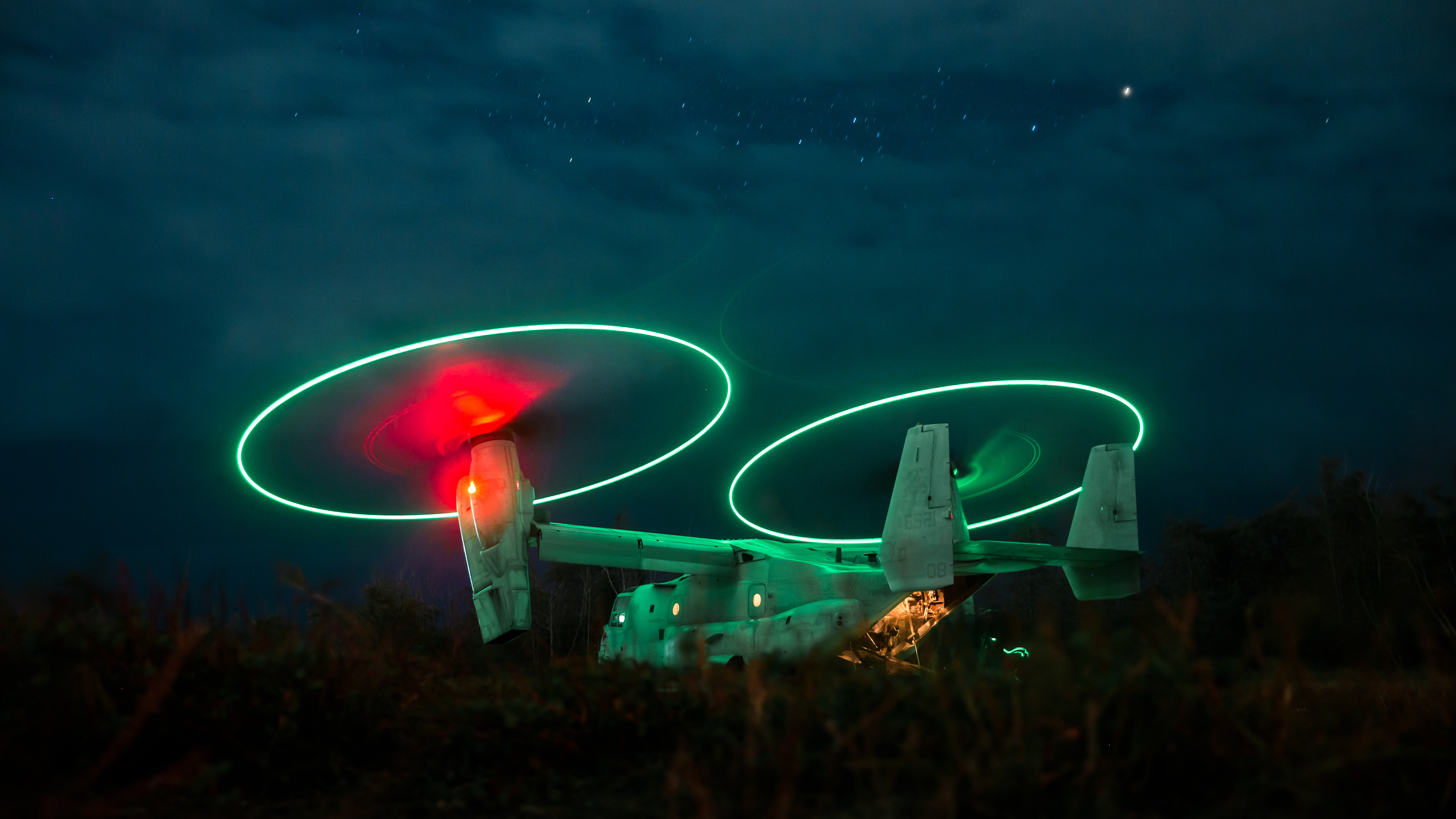
Boeing-Bell V_22 à Hawaï.

Cette nouvelle campagne de tests est terminée en juin 2005 et, le 28 septembre de la même année, le Pentagone autorise la reprise de la pleine production en série. Le premier CV-22 prenant sa retraite est un appareil d'essai en service de 1999 au 4 novembre 2013.
Parmi les caractéristiques techniques, la cabine du MV-22 fait 6,34 m de long pour 1,74 m de large et 1,67 m de haut. La vitesse de croisière est de 215-245 nœuds alors que la vitesse maximale est de 280 nœuds.
Il semble toutefois que son utilisation régulière sur porte-avions provoquerait une détérioration du pont d'envol, par flambage à cause de la chaleur dégagée par les moteurs en configuration verticale au décollage et à l'atterrissage ou en stationnement prolongé moteurs tournants, qui peut avoir un impact thermomécanique sévère sur la surface antidérapante et la structure du pont d'envol. Il n'y a pas de stratégies disponibles pour atténuer le flambage du pont autres que de lourdes modifications structurelles. Le flambage répété peut entraîner une probable défaillance prématurée du pont d'envol. Cependant, et dans le cadre de la construction de l'interopérabilité des flottes française et américaine, un MV-22B (destiné aux opérations de soutien dans le cadre des débarquements amphibies) a apponté sur le BPC Dixmude, au cours du mois de janvier 2014, au large des côtes de l'Afrique de l'Ouest, puis un autre MV-22B le 2 mai 2016 sur le BPC Dixmude, entre Cadix et Gibraltar, lors de l'exercice naval international Griffin Strike. Un appontage d'un autre MV-22B s'est effectué le 6 juillet 2016 sur le porte-avions nucléaire Charles de Gaulle.
De plus, par rapport à la conception d'un hélicoptère, le V-22 ne bénéficie pas de l'effet d'autorotation de ses rotors. En effet, lorsqu'un hélicoptère subit une perte d'un ou de plusieurs moteurs, le pilote effectue un débrayage du rotor principal de l'ensemble moteur lui permettant de se poser en urgence grâce à l'effet du vent relatif. Le V22 ne bénéficie pas de cette protection et de cet effet, ses hélices devant être actionnées en permanence. De fait, tout arrêt de l'un de ses moteurs expose potentiellement l'équipage à la perte de l'appareil. Il est cependant équipé d'un système de couplage croisé (cross shafting en anglais), de lignes d'arbres d'interconnexion, permettant d'assurer la synchronisation des deux rotors ou la répartition de la puissance d'un seul moteur sur les deux rotors, en cas de défaillance de l'autre moteur. L'ensemble étant sous le contrôle du système numérique de commandes de vol, triplement redondant.

## Commandes
Le V-22 Osprey est, en 2010, commandé à 458 exemplaires : 360 pour l'US Marine Corps, 50 pour l'US Air Force et 48 pour l'US Navy.
Un contrat pluriannuel portant sur 167 exemplaires a été signé en mars 2008. Le budget de la Défense des États-Unis en commande :
- En 2011, 36 exemplaires pour 2,833 6 milliards de dollars (pièces de rechange, approvisionnement et R&D compris) ;
- En 2012, 35 exemplaires pour 2,788 6 milliards de $ ;
- En 2013, 21 exemplaires pour 1,955 3 milliard de $.

En juin 2013, un nouveau contrat de 4,9 milliards de dollars est signé pour la livraison de 99 exemplaires supplémentaires d'ici 2019.
Plusieurs pays ont manifesté un intérêt pour cet avion, dont le Royaume-Uni et Israël. En avril 2013 est annoncé qu'un contrat était en cours de signature pour la fourniture de quelques V-22 à Israël; Selon le quotidien israélien Haaretz du 4 novembre 2013, les États-Unis auraient dû fournir six de ces avions d'ici 2015 à l'État hébreu, mais en avril 2016, aucune livraison n'a été signalée.
Le ministère japonais de la Défense prévoit d'acheter 17 V-22 Ospreys pour la force terrestre d'autodéfense japonaise selon le plan quinquennal 2014/2019. Le plan de budget pour acheter les Ospreys a été approuvé le 24 décembre 2013,.
L'escadron présidentiel américain HMX-1 d'hélicoptères, utilise le MV-22 depuis le 26 avril 2013 (flotte de 12 appareils). Cependant, l'US Marine Corps précise que la mission d'appui présidentiel, transport du personnel et des médias accompagnateurs, ne comporte pas le transport du président lui-même.
En juin 2020, Bell Textron et Boeing ont livré leur 400e exemplaire de V-22 Osprey au département américain de la Défense. L'avion, une variante du CV-22, est allé au commandement des opérations spéciales de l'US Air Force. Selon Boeing, les livraisons d'Osprey sont actuellement effectuées dans le cadre d'un contrat d'approvisionnement pluriannuel de 5 milliards de dollars qui comprend des avions pour l'US Marine, l'US Air Force et l'US Navy, ainsi que pour le Japon, son premier client international.
Depuis son premier vol en 1989, la variante US Marine Corp MV-22B est entrée en service en 2007, suivie du modèle CV-22B de l'US Air Force en 2009. La dernière variante, le CMV-22B (ou Sea V-22) conçue pour l'US Navy a achevé son premier vol opérationnel en janvier 2020. La flotte d'Osprey a atteint ses 500 000 heures de vol en octobre 2019.

## Engagements

En Irak, comparatif des rayons d'action de l'hélicoptère CH-46E et du V-22.

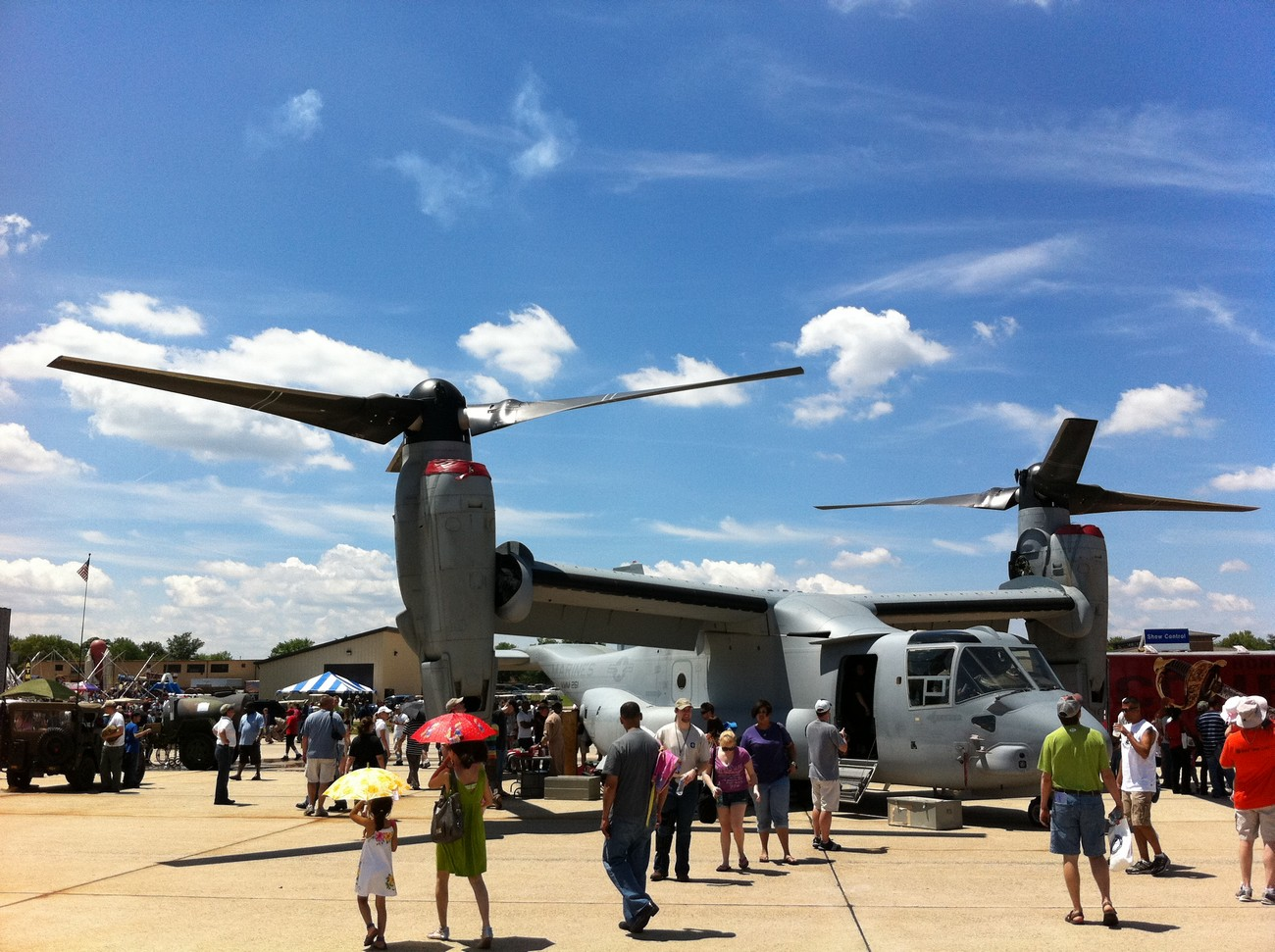
Un MV-22 Osprey exposé au grand public durant l'opération Joint Open Service House 2011, au sein de la base d'Andrews près de Washington.

En avril 2007, le commandant de l'US Marine Corps a annoncé que les premiers MV-22 seraient déployés en Irak à partir du mois de septembre de la même année. Dix appareils sont sur le terrain depuis le 17 septembre 2007 au sein du Marine Medium Tiltrotor Squadron 263 (VMM-263), première unité opérationnelle sur cet engin comptant 171 membres, après avoir effectué le voyage depuis les États-Unis sur le USS Wasp (LHD-1).
Depuis, les appareils déployés semblent donner toute satisfaction. Barack Obama fit un parcours à bord d'un de ces V-22 Osprey lors de sa visite en Irak en juillet 2008, alors qu'il était candidat à la présidentielle américaine.
Des V-22 Osprey sont également à l'œuvre en Afghanistan, et tout comme en Irak, leurs capacités semblent particulièrement appréciées des militaires américains, de par la grande autonomie du V-22 combinée à une vitesse de croisière toutes deux nettement plus élevées que celles d'un hélicoptère classique. Le V-22 vole également à plus haute altitude, conférant ainsi une grande sécurité aux missions qui lui sont dévolues.
Un V-22 Osprey aurait aussi été utilisé le 22 mars 2011 durant une opération de sauvetage d'un des deux pilotes américains s'étant écrasés en Libye dans la nuit du 21 au 22 mars 2011, lors de la mise en œuvre de la zone d'exclusion aérienne au-dessus de la Libye. Cette opération s'est effectuée à partir du USS Kearsarge (LHD-3), le V-22 Osprey y est retourné sans encombre et le pilote serait en bonne santé.
Il est utilisé lors de l'évacuation de ressortissant étrangers durant la guerre civile au Sud-Soudan en novembre 2013.
En décembre 2014, la version CV-22 Osprey est utilisée au Yémen par des hommes des forces spéciales américaines et yéménites pour un sauvetage d'otages.
En mai 2015, 4 V-22 sont déployés afin d'aider le Népal à la suite du séisme du 25 avril 2015.
En janvier 2017, un V-22 Osprey a réalisé un atterrissage brutal au Yémen lors d'une opération commando et a dû être détruit pour éviter qu'il ne soit repris par Al-Qaïda.
En octobre 2020, un CV-22 Osprey a été utilisé lors d'une opération de libération d'otage au nord du Nigéria.

## Accidents
Plusieurs accidents graves, ont remis en cause leur fiabilité :
- 11 juin 1991 : le cinquième prototype s'écrase au centre d'essais de Boeing durant une démonstration. Les deux pilotes réussissent à s'éjecter mais l'appareil est gravement endommagé[29].
- 20 juillet 1992 : le quatrième prototype s'écrase en mer au large de la base des Marines de Quantico. Sept hommes sont tués[29]. La cause de l'accident est un incendie moteur provoqué par un défaut de conception dans les nacelles moteurs.
- 8 avril 2000 : un MV-22 des Marines s'écrase près de Tucson durant une mission simulée d'évacuation. 19 Marines périssent dans l'accident. Officiellement ce n'est pas l'avion lui-même qui est en cause, l'accident étant dû à une perte de portance due à un taux de descente beaucoup trop élevé. Cependant, la cause de l'accident est la formation d'anneaux tourbillonnaires de type Vortex, provoquant une perte importante de portance et finalement, le décrochage et la perte de l'appareil (phénomène bien connu des pilotes d'hélicoptères[30]). Par la suite, le système de contrôle de vol du V-22 a été modifié afin de signaler au pilote une alerte visuelle et sonore taux de descente (Sink rate), lorsque la vitesse de descente s'approche de la moitié du taux de descente VRS (Vortex Ring State)[31].
- 11 décembre 2000 : un MV-22 des Marines s'écrase en Caroline du Nord durant une mission de nuit. Quatre Marines sont tués. Tous les Osprey sont immédiatement cloués au sol jusqu'à ce qu'on découvre la cause de l'accident, à savoir un défaut hydraulique doublé d'un bug informatique. Au lieu de compenser, le système informatique a aggravé le problème, rendant l'avion incontrôlable.
- 27 mars 2006 : Un MV-22B a connu un emballement du moteur sur la base aérienne de New River de l'US Marine Corps, à Jacksonville (Caroline du Nord), alors qu'il effectuait un virage au sol. L'avion régule automatiquement la vitesse de la turbine de puissance avec le pas des pales (blade pitch). L'appareil a décollé avec la commande de couple et le papillon des gaz, au ralenti. Il s'est élevé d'environ deux mètres puis s'est écrasé en endommageant l'aile droite. Les dégâts se sont élevés à environ 7 millions de dollars. L'incident s'est produit à cause d'un mauvais branchement dans la prise Cannon, reliée à l'une des deux commandes de régulation électronique des moteurs (FADEC). L'incident n'a pas été détecté assez rapidement par le système FADEC redondant. En conséquence, le logiciel FADEC a été modifié pour diminuer le temps de latence nécessaire pour la commutation entre les FADECs redondants afin qu'une mésaventure similaire ne se reproduise pas. L'aéronef a été jugé irréparable et radié du service en juillet 2009[32].

- 8 avril 2010 : un communiqué de l'OTAN révèle qu'un MV-22 s'est écrasé en Afghanistan, à la suite d'un problème technique, provoquant la mort de trois militaires US et d'un civil. Selon les talibans, celui-ci s'est écrasé après avoir été frappé par un de leurs missiles.
- 11 avril 2012 : un autre appareil s'écrase dans le sud du Maroc au cours d'un exercice militaire, faisant deux morts et deux blessés parmi les soldats américains[33].
- 18 mai 2015 : crash d'un Osprey sur la base de Bellows, O'ahu, Hawaï. 1 mort et 21 blessés[34].
- 13 décembre 2016 : crash en mer d'un Osprey sur les côtes d'Okinawa à la suite d'un exercice de ravitaillement. Aucun mort à déplorer[35].
- 5 août 2017 : un MV-22B Osprey de l'US Marine Corps, ayant décollé de l'USS Bonhomme Richard pour participer à l'exercice aéronaval international Talisman Saber s'abîme en mer. Il y a vingt-trois survivants et trois personnels déclarés décédés[36]. L'avion cherchait à rejoindre le pont d'envol de l'USS Green Bay. Les recherches ont été confiées à la Royal Australian Navy[37].
- 18 mars 2022 : un MV-22B Osprey de l'US Marine Corps s'est écrasé après avoir heurté une montagne près de Bodø, en Norvège, alors qu'il participait à la mission Cold Response 2022 organisée par l'OTAN. Les quatre membres d'équipage sont tués dans l'accident[38],[39].
- 8 juin 2022 : un MV-22B Osprey du 3rd Marine Aircraft Wing s'écrase en zone désertique dans le Comté d'Imperial en Californie. Les 5 militaires à bord décèdent[40].
- 27 août 2023 : un MV-22B Osprey de l'United States Marine Corps Aviation s'écrase sur l'Île Melville (Australie) avec 23 personnes à bord. Un premier bilan indique trois morts et trois blessés[41].
- 29 novembre 2023 : un CV-22B Osprey de l'USAF[42] s'écrase en mer au large de l’île de Yakushima  dans le sud du Japon avec huit personnes à bord[43]. L'ensemble des personnels à bord décède lors de ce crash. Les premiers éléments font état d'une avarie mécanique comme étant à l'origine de l'accident, conduisant à l'immobilisation de l'ensemble de la flotte de V-22 Osprey, avec quelques exceptions limitatives en cas d'urgence pour le corps des Marines (USMC)[44].

## Variantes

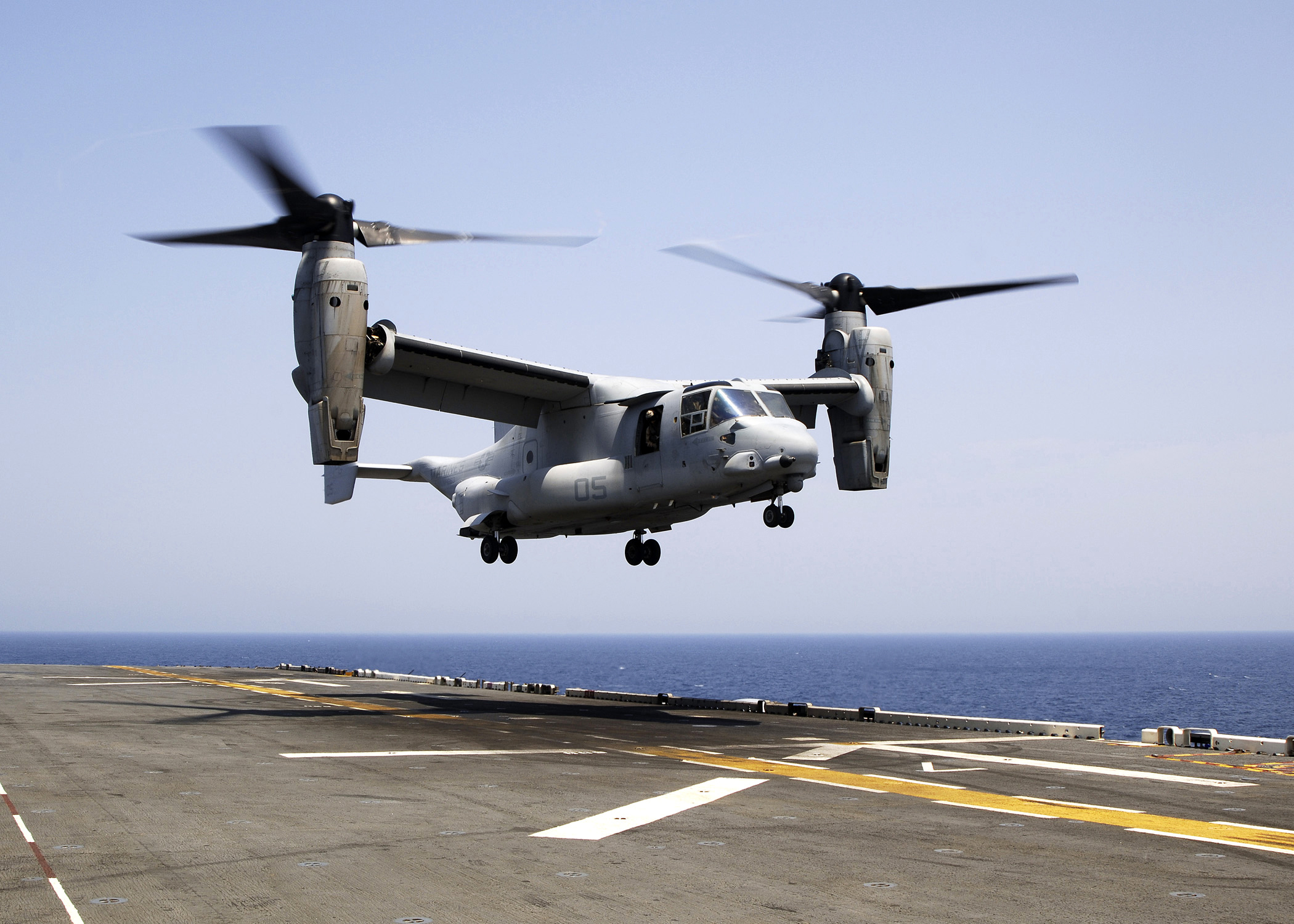
Un MV-22 Osprey de l'US Marine Corps se pose sur l'USS Iwo Jima au large de Norfolk (Virginie) (22 juillet 2008).

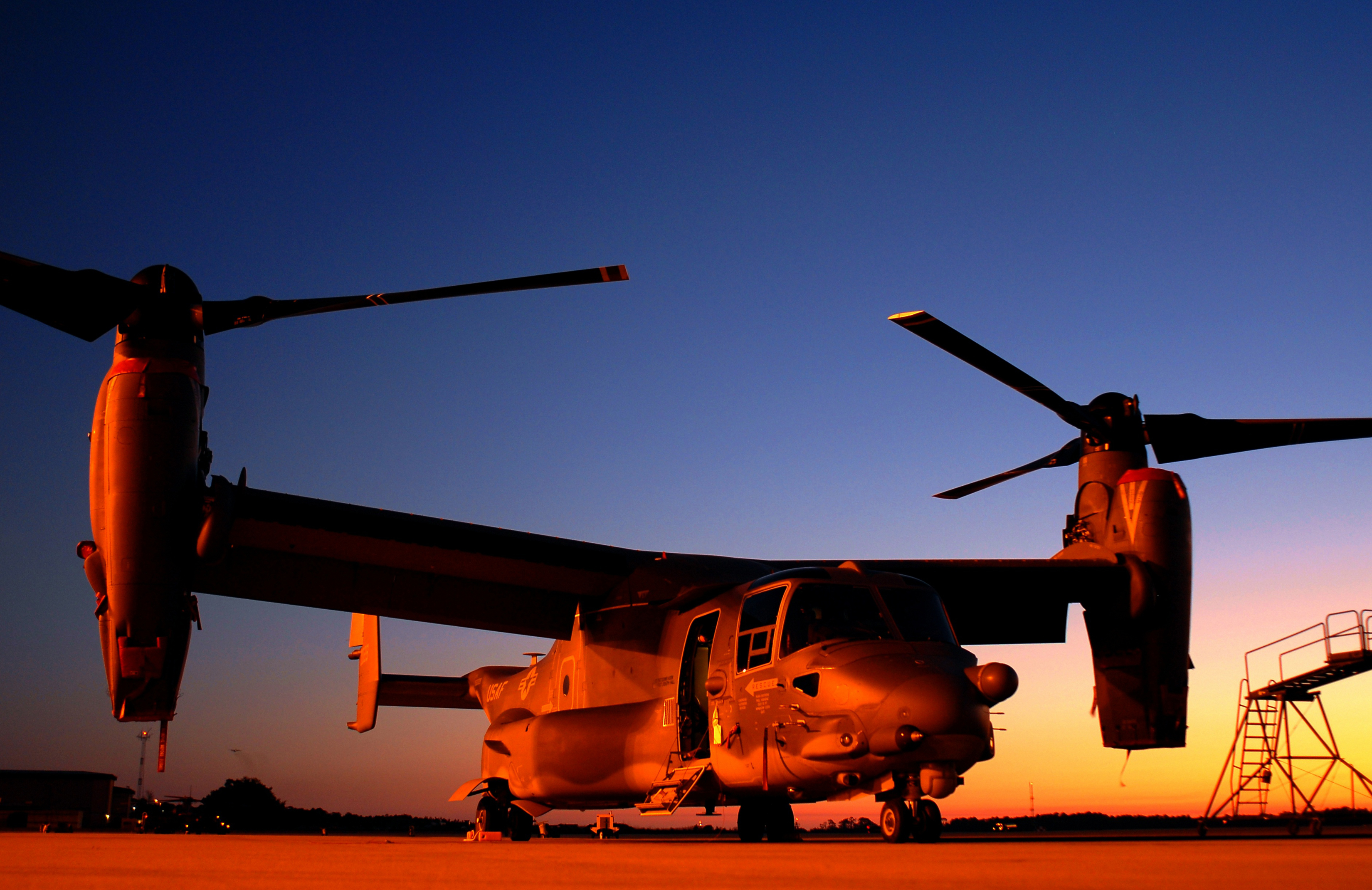
Un CV-22 destiné à l'US Air Force.

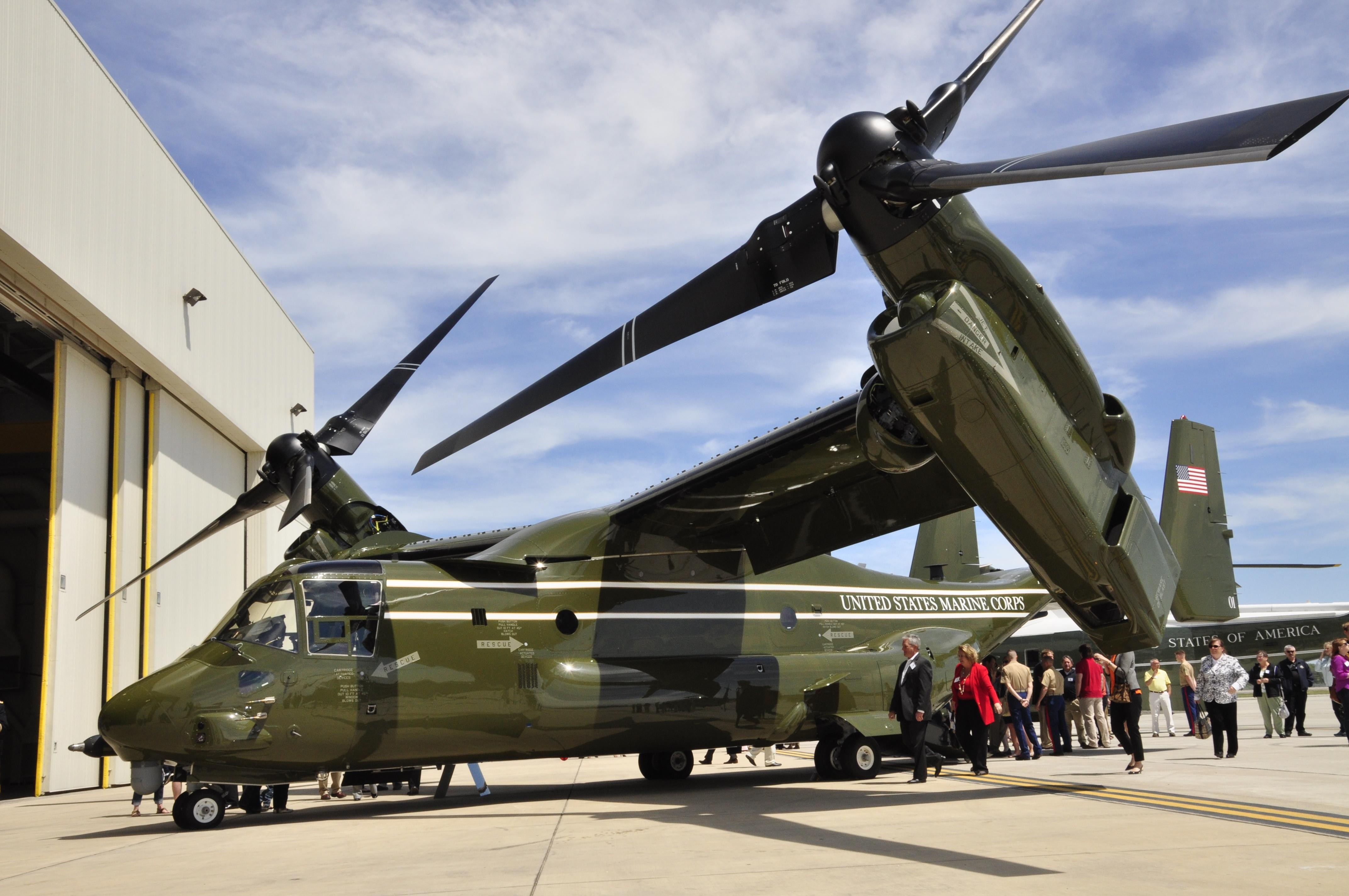
Le premier MV-22B sous la livrée du HMX-1 le 4 mai 2013.

- MV-22 : modèle de base prévu à 360 exemplaires pour l'US Marine Corps (Le MV-22 est destiné aux opérations de soutien dans le cadre des débarquements amphibies). Il doit opérer entre les bâtiments amphibies[29] (LHD et LHA) et la côte. Il remplace les hélicoptères CH-46 Sea Knight (retirés du service en 2015) et les CH-53 Sea Stallion dans cette mission. Un rapport du think tank Center for Strategic and Budgetary Assessments publié en novembre 2008 recommande de réduire l'acquisition de MV-22 et de développer un nouvel hélicoptère moyen, moins coûteux et plus efficace à moyenne distance[45].
- CV-22 : variante prévue à 50 exemplaires pour l'US Air Force[46]. Le CV-22 doit réaliser des missions d'insertion/extraction pour l'United States Special Operations Command. Par rapport au MV-22, il est doté d'un système plus sophistiqué de contre-mesures, d'un radar de suivi de terrain, de systèmes de communication spécifiques et d'un réservoir en cabine supplémentaire. Il remplace depuis l'automne 2008 les hélicoptères MH-53J Pave Low mais aussi plusieurs avions de soutien associés (MC-130E Combat Talon et ravitailleur MC-130P Combat Shadow) avec un gain significatif en termes de rayon d'action, de charge utile et de vitesse. Il devra aussi mener des missions de CSAR (Combat Search And Rescue) en remplacement des HH-60 Pave Hawk.
- CMV-22B/Sea V-22 : L'US Navy décide en janvier 2015 de remplacer les Grumman C-2 Greyhound pour les missions de transport[47]. 44 exemplaires livrables d'une version nommée CMV-22B ou Sea V-22 sont commandés en février 2016 pour une livraison à partir de 2018[48] et une entrée en service en 2020[49]. Le nouvel appareil comporte trois nouvelles améliorations : une extension du réservoir à carburant, un nouveau système radio à haute fréquence, et un système de haut-parleurs[50],[51]. Le CMV-22B permettra désormais d'atterrir sur des navires de plus petite taille que les porte-avions, mais possédant une plus petite soute que le Greyhound, certaines cargaisons ne pourront être transportées qu'avec une baisse de performances importante. Le premier CMV-22B de présérie a été pris en compte par l'escadron HX-21 de l'US Navy[52] le 7 février 2020[53], suivi par un deuxième appareil. Les escadrons VRM-30, VRM-40, et VRM-50 devraient être les escadrons équipés de CMV-22B d'ici 2023.

- HV-22 : variante étudiée pour l'US Navy à la fin des années 1990. Destinée aux missions de recherche et sauvetage[29] et au soutien logistique des navires de la flotte, elle n'a finalement n'a pas été choisie, ce rôle étant confié en 2001 à une variante du Sikorsky SH-60 Seahawk.
- SV-22 : autre variante à l'étude de l'US Navy[29]. Elle serait destinée aux missions de lutte anti-sous-marine à moyenne et longue distance.
- UV-22 : variante initialement destinée à l'United States Army pour mener des missions de guerre électronique. Les spécifications de l'US Army exigeaient un avion plus gros et plus puissant que celui demandé par les autres armées. Par souci de conserver le même modèle de base, il fut donc abandonné.

## Apparitions dans la culture populaire

### Jeux vidéo
- Un prototype du MV-22 Osprey est jouable dans le jeu LHX: Attack Chopper[54].
- L'Osprey est un modèle disponible dans le jeu libre de sauvetage en mer Search and Rescue[55] depuis 1999.
- L'Osprey est disponible dans le simulateur de vol libre FlightGear[56].
- Des Osprey sont visibles dans plusieurs missions du jeu Call of Duty: Modern Warfare 3, ainsi qu'en tant que killstreak dans le mode multijoueur (Largage de Soutien et Mitrailleur d'Osprey).
- Des Osprey apparaissent dans une mission de la campagne solo de Call of Duty: Ghosts.
- Un Osprey est visible dans le jeu Splinter Cell
- Cet avion apparaît également dans la campagne solo du jeu Battlefield 3, servant aux extractions et aux débarquements d'unités spéciales.
- De la même façon, des Ospreys introduisent des Marines dans le complexe de Black Mesa dans le jeu Half Life. L'Osprey est d'ailleurs leur principal moyen de transport durant tout le jeu et ses extensions.
- Dans ARMA II, l'Osprey est un véhicule contrôlable, et notamment utilisé pour le parachutage.
- Dans ARMA III, un Osprey écrasé est présent dans la carte Stratis en bas de l'aéroport. Il existe aussi une variante inventé par les créateurs du jeu sortie dans une extensions : le V 44 Blackfish.
- L'Osprey est également présent dans le jeu Far Cry où il apporte un groupe de trois à cinq mercenaires en soutien dans certaines missions.
- Il apparaît dans la série de jeux vidéo Resistance: Fall of Man, débarquant les soldats américains pour repousser l'invasion de chimères en Angleterre.
- Il apparaît de manière récurrente dans le jeu vidéo Goldeneye sur Game Cube.
- Dans Blood Stone 007, James Bond s'échappe d'une prison birmane en utilisant un Osprey, une poursuite entre trois Osprey s'ensuit au-dessus de la jungle.
- Il apparaît dans la mise à jour braquage de la fin du monde de Grand Theft Auto: Online sur PS4, Xbox One et PC sous le nom d'Avenger pour un prix de 3 450 000 GTA$. On peut également ajouter des armes (bombes et tourelles) et s'en servir comme QG et garage volant.
- On retrouve également sa présence dans le jeu vidéo Battlefield 2042 sorti fin 2021
- L'Osprey est aussi disponible comme unité dans les trois jeux de stratégie au tour par tour Daisenryaku VII, Daisenryaku VII Exceed et Daisenryaku Exceed II. Jeux sortis respectivement sur, Microsoft Xbox et PC pour le premier, Sony Playstation 2 pour le deuxième, Sony Playstation 3 et la console portable Sony Playstation  Vita pour le troisième.

### Jouets
- L'avion cargo pour les 5–12 ans de Lego City (No 60021) est inspiré de l'Osprey.
- La boîte Lego Creator No 31020 pour les 7-12 ans permet de réaliser un modèle approchant.
- Lego a édité, en partenariat avec Boeing, le modèle Technic 42113. Programmé et livré vers les centrales d'achats de jouets et les chaines de magasins, il a été retiré de la circulation la veille de sa mise en vente. Cela fait suite à des mouvements de protestation contre Lego qui entendait commercialiser pour la 1ère fois un modèle militaire toujours en activité (contrairement à la politique de Lego). Normalement interdit de vente au public, certains vendeurs l'ayant en stock l'ont mis à disposition des acheteurs quelques jours avant l'interdiction puis quelques modèles après l'interdiction de vente. On peut donc trouver sur le marché parallèle  ce modèle qui n'est pourtant pas (plus) référencé dans la gamme lego.
- La boite 5836 de la marque de briques polonaise Cobi permet de construire un V-22 Osprey.

### Films
- Une formation d'Osprey vient mettre en place le dôme sur Springfield dans Les Simpson, le film.
- Au début de Transformers, une équipe de l'armée américaine se fait rapatrier d'Afghanistan par un Osprey.
- Dans Transformers 3, La Face Cachée de La Lune, plusieurs Osprey sont utilisés pour déposer l'armée américaine pour libérer Chicago.
- Dans le film Terminator Renaissance, John Connor est emmené au quartier général de la Résistance par un Osprey.
- Dans le film World Invasion: Battle Los Angeles , l'armée est déployée dans Los Angeles grâce à des Osprey.
- Dans la mini-série Triangle : le mystère des Bermudes, les protagonistes voient leur hors-bord poursuivi et attaqué par des Osprey.
- On peut aussi apercevoir l'engin dans Resident Evil: Afterlife et Resident Evil: Retribution.
- Une flotte de V-22 apparaît dans Spectral.
- Dans le film The Dead Reckoning (MI7) des V-22 apparaissent au début du film.
- Dans le premier tome de la bande-dessinée Skull Island: Birth of Kong, Aaron Brooks et ses collègues de Monarch se rendent sur la mystérieuse Île du Crâne, explorée 22 ans auparavant dans le film Kong: Skull Island, à bord d'un V-22 Osprey alors attaqué par une espèce de ptérosaures très agressive.

De nombreux Osprey apparaissent également dans le film Godzilla 2 : Roi des monstres.